# Oliver! (film)
Oliver! er en britisk film fra 1968 instrueret af Carol Reed. Filmen er baseret på Charles Dickens' roman Oliver Twist.

## Plot
Den forældreløse og hjemløse Oliver forsøger at klare til dagen og vejen i Victoriatidens England. På Londons gader støder han på forbryderen Fagin, der leder en bande unge tyveknægte. Oliver slutter sig til Fagins slæng og selvom det giver mad på bordet, så er det bestemt ikke ufarligt. 